# Иванский сельсовет
Иванский сельсовет — административная единица на территории Чашникского района Витебской области Белоруссии.

## Состав
Иванский сельсовет включает 18 населённых пунктов:
- Асташево — деревня.
- Большая Ведрень — деревня.
- Бояры — деревня.
- Вежовка — деревня.
- Демидовичи — деревня.
- Иванск — агрогородок.
- Космыри — деревня.
- Красница — деревня.
- Малая Ведрень — агрогородок.
- Медведск — деревня.
- Орешенка — деревня.
- Подрезы — деревня.
- Пристои — деревня.
- Пуньки — деревня.
- Селец — деревня.
- Тарантово — деревня.
- Товпенцы — деревня.
- Хоряково — деревня.

Упразднённые населенные пункты на территории сельсовета:
- Федьки — деревня.
- Хотяново — деревня.

## История
Деревни Асташево, Вежовка, Орешенка, Тарантово включены в состав сельсовета в 2016 году.